# Quenstedt
Quenstedt là một đô thị ở huyện Mansfeld-Südharz, Saxony-Anhalt, nước Đức. Đô thị Quenstedt có diện tích 15,2 km².